# Daisuki
Daisuki (株式会社ダイスキ, Kabushiki-gashia Daisuki) foi um sítio eletrônico japonês focado em streaming de conteúdo de anime, fundado em 2013 pela Asatsu-DK e seis produtoras: Toei Animation, Aniplex, Sunrise, TMS Entertainment, Nihon Ad Systems e Dentsu. O Daisuki foi administrado pelo Anime Consortium Japan, uma joint venture de conteúdo animado financiada pela Asatsu-DK, Bandai Namco, o Cool Japan e vários estúdios de animação, e que atualmente é administrada pela Bandai Namco.
O serviço foi encerrado em 31 de outubro de 2017, às 11h59 JST. No entanto, o streaming de Dragon Ball Super continuou até 22 de fevereiro de 2018, quando foi transferido para o DRAGON BALL SUPER CARD GAME.

## Conteúdo
Exibindo originalmente 30 episódios de conteúdo em 16 de maio, as primeiras séries a serem incluídas foram Sword Art Online, Puella Magi Madoka Magica, The Prince of Tennis: The National Tournament, Lupin III: Part II, Mobile Suit Z Gundam e Mobile Suit Gundam SEED.

## História
Originalmente programado para ser lançado em abril de 2013, Daisuki foi adiado até 16 de maio de 2013. Os serviços de mídia iniciais eram transmitidos pela web, com planos futuros de expansão para dispositivos móveis e consoles PlayStation 3 e Xbox 360. Em outubro de 2013, eles lançaram um aplicativo para iPad, seguido por um aplicativo para iPhone em fevereiro de 2014 e um aplicativo para Android em janeiro de 2015.

## Operação
Fundada em 17 de outubro de 2012, a Daisuki Inc. foi uma joint venture entre Asatsu-DK e seis grandes estúdios de anime. Os patrocinadores do empreendimento por participações acionárias iniciais foram divididos com ações minoritárias entre todos os patrocinadores. O maior acionista minoritário é Asatsu-DK com 121 milhões de ienes por uma participação de 26,3%; Toei Animation, Aniplex, Sunrise, TMS Entertainment e Nihon Ad Systems têm, cada uma, um investimento de 61,7 milhões de ienes por 13,4% das ações. A Dentsu tem trinta milhões de ienes investidos por uma participação de 6,5%. No entanto, seu capital no lançamento foi de 229.750.000 ienes. O CEO era Kunihiko Shibata.
Em uma entrevista ao Japanator, foi anunciado que os lançamentos pela Daisuki seriam mundiais e sem restrições regionais, exceto em casos de direitos exclusivos licenciados por outras empresas.
A Daisuki Inc. foi encerrada em 2014 e substituída por Anime Consortium Japan (ACJ), que assumiu a operação do site Daisuki.net. Os acionistas iniciais da ACJ incluíam Bandai Namco Holding inc., Asatsu-DK inc., Aniplex inc., Cool Japan Fund, Toei Animation, Sunrise, TMS Entertainment, Nihon Ad Systems e Dentsu Inc. Em 2015, eles se juntaram a Kodansha, Shueisha, Shogakukan, Kadokawa, Bushiroad Inc. e Good Smile Company. Shin Unozawa, vice-presidente executivo da Bandai Namco Entertainment, atua como presidente e representante da ACJ. Em março de 2017, a Bandai Namco comprou a totalidade do Anime Consortium Japan por 2,1 bilhões de ienes.
Em 1 de agosto de 2017, Daisuki divulgou um comunicado anunciando o encerramento de suas operações a partir de 31 de outubro de 2017. O serviço foi encerrado em 31 de outubro de 2017 às 11h59 JST. Apesar disso, Daisuki continuaria a transmitir Dragon Ball Super até 22 de fevereiro de 2018, quando foi transferido para o DRAGON BALL SUPER CARD GAME.